# Acanthopharynx setosissima
Acanthopharynx setosissima is een rondwormensoort uit de familie van de Desmodoridae. De wetenschappelijke naam van de soort is voor het eerst geldig gepubliceerd in 1943 door Schuurmans Stekhoven.